# Puig dels Estanys
El Puig dels Estanys és una muntanya de 214 metres que es troba entre els municipis de Rabós i Vilamaniscle, a la comarca catalana de l'Alt Empordà.